# Горный (Мурманская область)
Горный (до 1958 — Пильгуярви) —  упразднённый рабочий посёлок в Печенгском районе Мурманской области РСФСР. Включён в состав города Заполярный.

## География
Находился возле озера Пильгуярви (Пильгу-Ярви).

## История
Посёлок Пильгуярви возник при разработке Ждановского месторождения. Переименован 22 марта 1958 года в посёлок Горный. 
Решением Мурманского облисполкома от 16 июля 1959 года получил статус рабочего посёлка, с подчинением Заполярному поселковому совету. 
Решением Мурманского облисполкома от 30 марта 1967 года рабочий посёлок Горный был включён в черту города Заполярного.

## Население
По данным переписи 1959 года население Горного составляло 2398 человек. 

## Инфраструктура
Ждановское медно-никелевое месторождение.

## Транспорт
Автомобильный и железнодорожный транспорт.